# Stefan Cichy
Stefan Cichy (ur. 30 marca 1939 w Przyszowicach) – polski duchowny rzymskokatolicki, doktor nauk teologicznych, rektor Wyższego Śląskiego Seminarium Duchownego w Katowicach w latach 1980–1992, biskup pomocniczy katowicki w latach 1998–2005, biskup diecezjalny legnicki w latach 2005–2014, od 2014 biskup senior diecezji legnickiej.

## Życiorys
Urodził się 30 marca 1939 w Przyszowicach. W latach 1957–1963 odbył studia filozoficzno-teologiczne w Wyższym Śląskim Seminarium Duchownym w Krakowie. Święceń prezbiteratu udzielił mu 23 czerwca 1963 biskup koadiutor katowicki Herbert Bednorz. Został inkardynowany do diecezji katowickiej. W latach 1967–1971 odbył studia na Papieskim Wydziale Teologicznym w Krakowie, gdzie uzyskał licencjat. Następnie w latach 1971–1974 studiował na Wydziale Teologii Katolickiej Uniwersytetu Wiedeńskiego, które ukończył z doktoratem z teologii w zakresie liturgiki.
W latach 1963–1968 pracował jako wikariusz w parafii św. Szczepana w Katowicach, a w latach 1968–1971 w parafii katedralnej w Katowicach. Od 1971 do 1975 udzielał pomocy duszpasterskiej w kościele św. Gertrudy w Wiedniu. W 1975 był wikariuszem parafii Niepokalanego Poczęcia Najświętszej Maryi Panny w Katowicach. W latach 1985–1994 pełnił funkcję przewodniczącego Diecezjalnej Komisji Liturgicznej w Katowicach, a w latach 1992–1998 ojca duchownego kapłanów archidiecezji katowickiej. 11 czerwca 1998 został mianowany wikariuszem generalnym archidiecezji. Należał do rady duszpasterskiej i kolegium konsultorów. W latach 1988–1991 był przewodniczącym komisji duchowieństwa i osób życia konsekrowanego II Synodu Plenarnego. W 1985 został współpracownikiem tygodnika „Gość Niedzielny”. W 1985 otrzymał godność kapelana Jego Świątobliwości, a w 1992 protonotariusza apostolskiego supra numerum.
W 1975 został wykładowcą liturgiki w Wyższym Śląskim Seminarium Duchownym w Krakowie, które w 1980 zostało przeniesione do Katowic. W latach 1977–1978 sprawował urząd wicerektora, w latach 1978–1980 pełnił obowiązki rektora tego seminarium, a od 1980 do 1992 był jego rektorem. W 1995 objął funkcję redaktora naczelnego „Śląskich Studiów Historyczno-Teologicznych”. Autor licznych publikacji, m.in. Przybądź Duchu Święty. Nabożeństwa na Rok Ducha Świętego (Katowice 1998) i Uczestnicy czy niemi świadkowie (Kielce 2005). Publikował artykuły w dziełach zbiorowych i czasopismach: „Collectanea Theologica”, „Liturgia sacra”, „Ruch Biblijny i Liturgiczny”, „Śląskie Studia Historyczno-Teologiczne”.
26 sierpnia 1998 został mianowany biskupem pomocniczym archidiecezji katowickiej i biskupem tytularnym Bonusty. Święcenia biskupie otrzymał 12 września 1998 w archikatedrze katowickiej. Udzielił mu ich arcybiskup metropolita katowicki Damian Zimoń w asyście biskupów pochodzących ze Śląska: arcybiskupa metropolity białostockiego Stanisława Szymeckiego i biskupa diecezjalnego tarnowskiego Wiktora Skworca. Jako zawołanie biskupie przyjął słowa „Per Crucem ad Lucem” (Przez Krzyż do Światła).
Decyzją papieża Jana Pawła II 19 marca 2005 został przeniesiony na urząd biskupa diecezjalnego diecezji legnickiej. Ingres do katedry legnickiej, w trakcie którego kanonicznie objął diecezję, odbył 30 kwietnia 2005. W 2007 zainaugurował I Synod Diecezji Legnickiej. 16 kwietnia 2014 papież Franciszek przyjął jego rezygnację z obowiązków biskupa diecezjalnego diecezji legnickiej. Do czasu objęcia urzędu przez jego następcę Zbigniewa Kiernikowskiego papież zlecił mu pełnienie funkcji administratora apostolskiego diecezji.
W ramach Konferencji Episkopatu Polski w 1999 został członkiem Komisji ds. Kultu Bożego i Dyscypliny Sakramentów, której przewodniczył przez dwie kadencje w latach 2001–2011. W 2000 został redaktorem naczelnym wydawanego przez nią biuletynu „Anamnesis”
W 2009 konsekrował biskupa pomocniczego legnickiego Marka Mendyka. Był współkonsekratorem podczas sakr biskupów pomocniczych katowickich: Józefa Kupnego (2006), Marka Szkudły (2015) i Adama Wodarczyka (2015).

## Odznaczenia i wyróżnienia
Otrzymał tytuł honorowego obywatela: Jeleniej Góry (2008), Legnicy (2009) oraz gminy Legnickie Pole (2014). W 2014 został wyróżniony medalem Zasłużony dla Gminy Legnickie Pole.
W 2013 został odznaczony Brązową Odznaką „Zasłużony dla Ochrony Przeciwpożarowej”. W 2004 otrzymał tytuł honorowego dyrektora generalnego górnictwa.
W 2016 został uhonorowany Śląską Nagrodą im. Juliusza Ligonia ufundowaną przez Katolickie Stowarzyszenie „Civitas Christiana”.